# Aitutaki (circonscription)
Inscrits : - (2006)
Aitutaki est une ancienne circonscription électorale des îles Cook située sur l'île homonyme d'Aitutaki. Fondée par la constitution de 1964, cette circonscription représentait 3 des 22 sièges de l'Assemblée législative des îles Cook. En d'autres termes chaque électeur avait la possibilité de voter pour 3 des candidats en lice. 
Le redécoupage électoral de 1981 subdivisa Aitutaki en trois nouvelles circonscriptions (Amuri-Ureia; Arutanga-Reureu-Nikaupara; Vaipae-Tautu) en s'appuyant cette fois-ci sur le découpage traditionnel du tapere (sous-tribus).